# Paganisme arménien

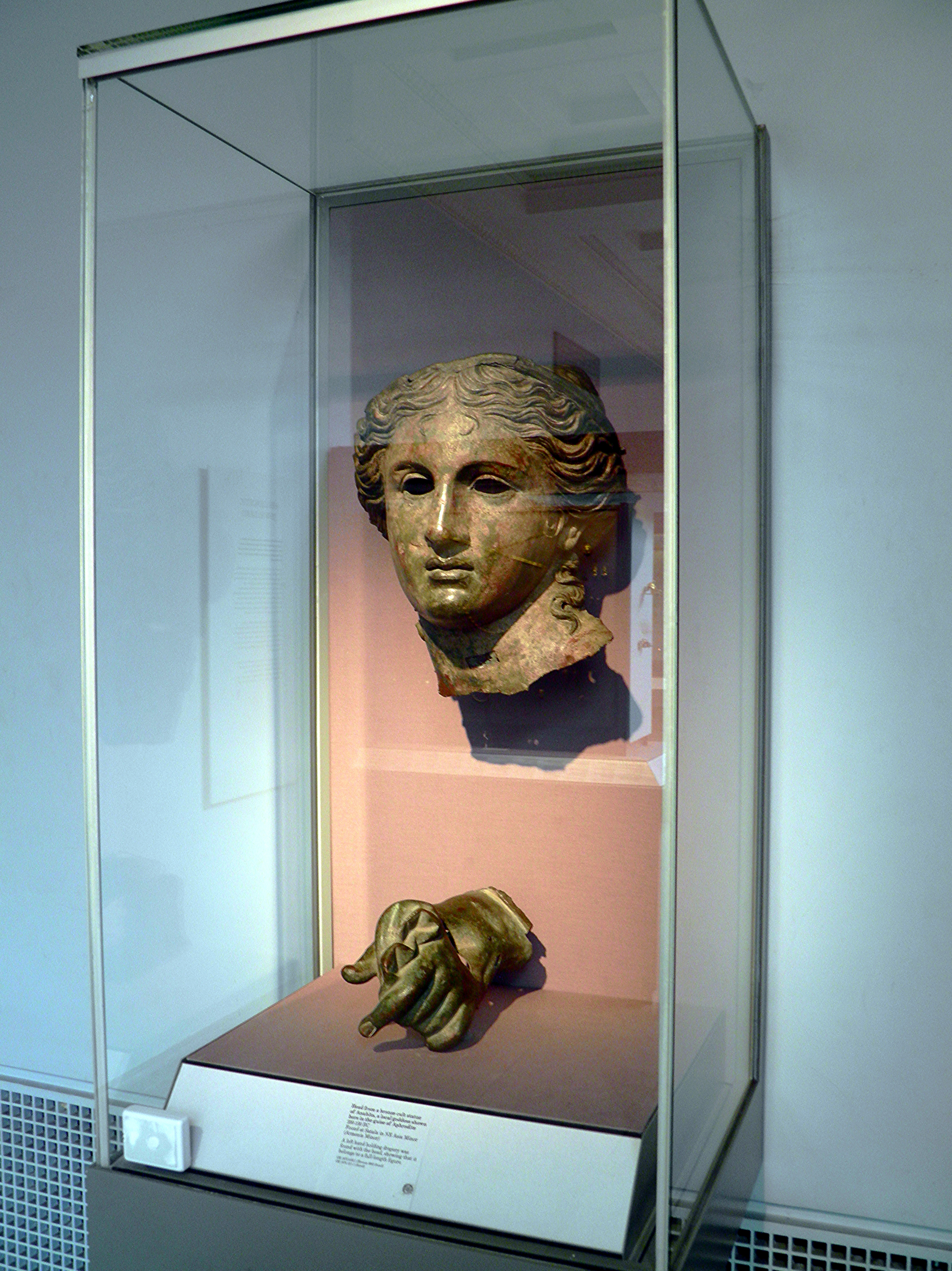
Tête et main gauche d'une statue de bronze de la déesse Anahit (British Museum).

La mythologie arménienne, dite aussi polythéisme arménien ou paganisme arménien, exprime les croyances des Arméniens aux temps antérieurs à l'arrivée du christianisme en Arménie au début du IVe siècle. La base de cette mythologie est un panthéon de divinités et de créatures légendaires mal connues, la source la plus ancienne étant Moïse de Khorène qui traduit un point de vue chrétien sur ce sujet.

## Dieux et déesses
Le panthéon arménien est constitué de plusieurs dieux avec des places et des fonctions propres à chacun : le signe // signifie « plus ou moins analogue à ».
- Aramazd (//Zeus)
- Anahit (//Anahita, Aphrodite, Vénus)
- Astghik (//Ishtar, Artémis, Diane)
- Barsamin (//Baal Shamin)
- Haldi ou Khaldi
- Mihr (//Mithra)
- Nane
- Nar ou Tsovinar, déesse de l'eau
- Nuneh (//Athéna, Minerve)
- Omanos
- Saris, déesse céleste de la justice et du pouvoir politique
- Selardi
- Shivini
- Spandaramet
- Teispas ou Teisheba
- Tishtrya (en) (Tir, //Apollon)
- Vahagn (//Hephaistos, Vulcain)
- Vanatur, divinité de l'hospitalité
- Ara Geghetsik

## Légendes liées

### Créatures légendaires
- Vichap, dragon ou serpent géant.
- Al
- Aralez, chien ailé.
- Devs, chimères, favorables (Aralēz, Uruakan), nuisibles (Alḱ, Ays, Čivał, Višap) ou neutres (K’aǰk’).
- Shahapet
- Nhang
- Piątek
- Pahapan Hreshtak, anges gardiens.

## Héros et rois légendaires
- Ara,
- Aram,
- Hayk,
- Ervaz ou Yervant,
- Karapet,
- Nimrod,
- Sanasar et Baghdasar,
- Sarkis,
- Shamiram.

## Relations avec les autres mythologies

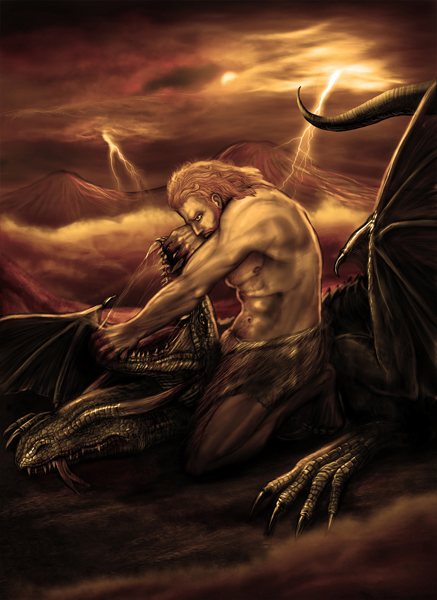
Représentation du dieu arménien Vahagn.

La mythologie arménienne semble avoir été fortement influencée par le zoroastrisme, avec des divinités comme Aramazd, Mihr ou Anahit (équivalent de Ahura Mazda, Mithra ou Anahita), et par les traditions assyriennes, avec Barsamin par exemple. On trouve cependant des éléments de traditions propres, avec Haïk, Vahagn et Astghik. Il y aurait aussi des ressemblances avec la mythologie indienne, qui pourraient peut-être provenir d'une mythologie commune aux Indo-Européens (dont les Arméniens font partie).
On retrouve certains éléments des rituels de cette religion dans les pratiques de certaines traditions arméniennes qui ont perduré jusqu'au début du XXe siècle, bien que le polythéisme ait été supplanté par le christianisme à partir du IVe siècle.